# Mocedades

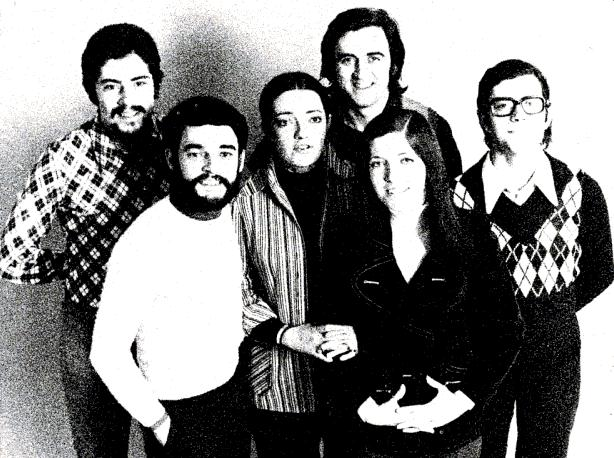
Mocedades (1973)

A Mocedades egy spanyol vokálegyüttes. 1969-ben alapították meg Madridban. Egyik legismertebb daluk az Eres tú, amely Spanyolországot képviselte az 1973-as Eurovíziós Dalfesztiválon.

## Története
Az együttes eredete 1967-re nyúlik vissza. Baszkföldfön, Bilbaoban az Uranga nővérek, Amaya, Izaskun és Estibaliz megalapítják a Las Hermanas Urangas formációt. A város különböző helyein énekelnek, majd csatlakoztak a fivéreik és a barátaik is. Ekkor  Voces y guitarras névre nevezik át zenekarukat. Folkot, spirituális zenét játszanak, a Beatles zenéje is hatással lesz munkásságukra. A tagok így Amaya Uranga, Izaskun Uranga, Estibaliz Uranga,  Rafael Blanco, Sergio Blanco, José Ipiña, Javier Garay és Francisco "Paco" Panera lesznek. Többször is felléptek városukban mígnem 1969-ben egy demófelvételüket elküldik Juan Carlos Calderón zenei producernek Madridba, akinek figyelmét azonnal felkeltik. Az ő javaslatára átnevezik Mocedades-re az együttes, ami "ifjúságot" jelent.  Javier Garay ebbe az új formációba kötelező sorkatonai szolgálata miatt nem tudott csatlakozni, így nyolctagú lesz az együttes. 
1973-ban plágiummal vádolták meg őket, mert az Eres tú című daluk egy korábbi versenyszámra hasonlított. Ettől függetlenül a zenekar indult az 1973-as Eurovíziós Dalfesztiválon, ahol a 2. helyen végeztek. A dal rövidesen nem csak Európában, hanem az Egyesült Államokban és Latin-Amerikában is hatalmas siker lett. A Billboard Hot 100 listájának a 9. helyére felkerült, amivel eddig ez az egyetlen spanyol nyelvű dal, aki a listán ilyen szintet elért. A zenekar készítette el a 80 nap alatt a Föld körül Willy Foggal című rajzfilm zenéjét is. A mai napig aktívak.

## Diszkográfia

### Kislemezek
- Eres tú (1973 április)
- Dios tomor (1974 december)